# Kråksunds gap

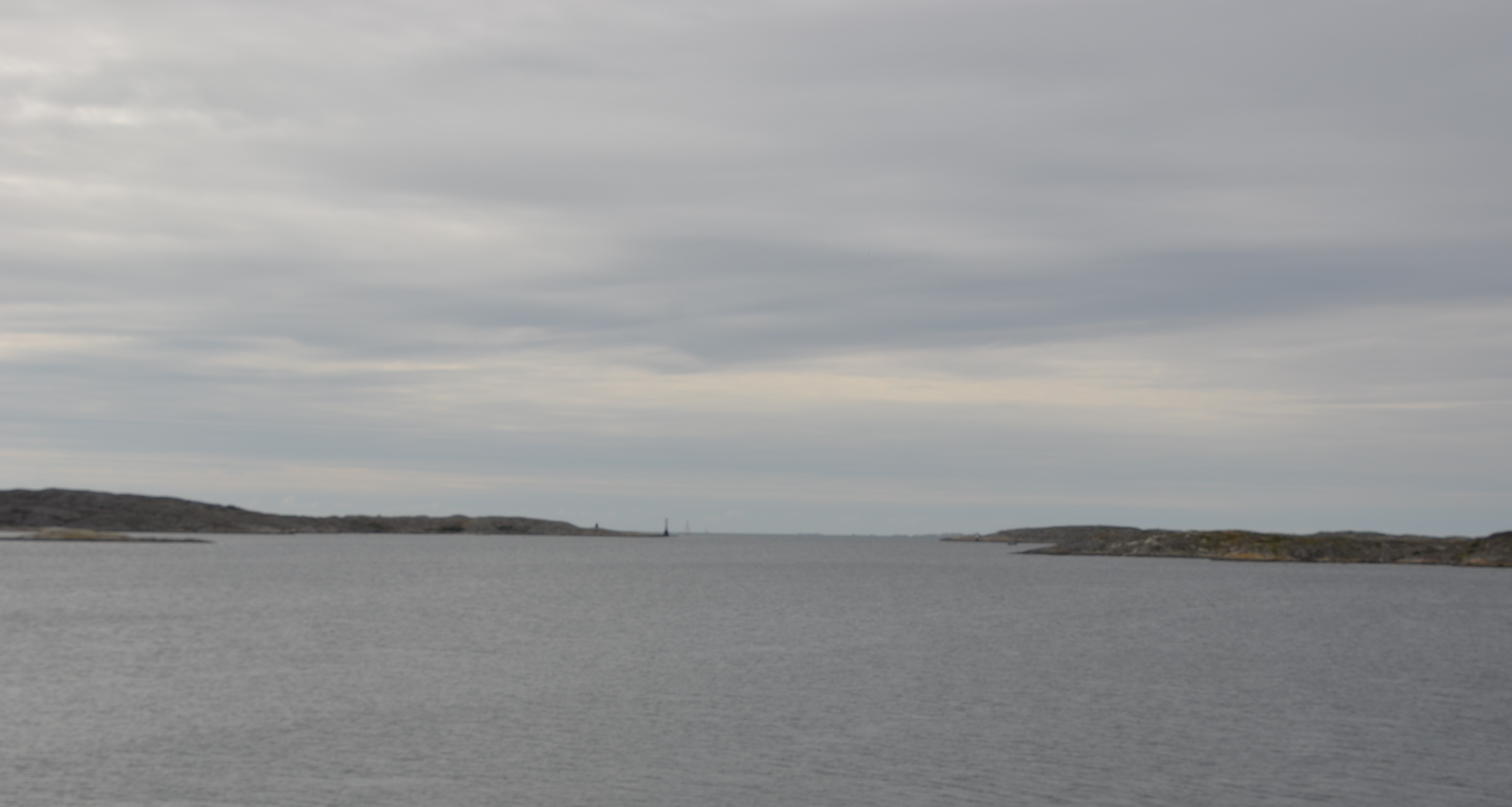
Kråksunds gap, sett från fastlandssidan i Edshultshall

Kråksunds gap är ett gatt i farleden innanför Måseskär mellan Marstrand och Lysekil i Bohuslän. Det ligger mellan Bråtön och Kråkholmen, nära Edshultshall i Orusts kommun. Gattet är 0,1 sjömil brett och öppet för havet från sydväst. Det omges av två fyrar: den större "Kråksundsgap södra" och den mindre "Kråksundsgap norra" (Kråkeholme lykta).
Passage genom sundet gav möjlighet till tryggare inomskärssegling norrut till större delen upp till Lysekil, men många fartyg förliste i Kråksunds gap under segelfartygens tid. 

## Historik
På Högholmen uppfördes 1890 en kombinerad fyr och fyrvaktarbostad med inbyggd fyrlykta, som lyste 1890–1911. Det ursprungliga huset flyttades 1898 till Erholmens gasstation som bostad och ersattes med ett av Lotsverket på Stockholmsutställningen 1897 uppfört hus, ritat av Ludvig Petersons och Ture Stenbergs arkitektkontor.
På Sollid restes också 1896 en fotogendriven fyr på en hög stålställning i en enslinje. Fundamentet ersattes senare av ett cylinderformat vitmålat fyrtorn, varav nedre delen fortfarande står kvar. Fyren fick namnet Kråksundsgap övre, medan den tidigare på Högholmen kallades Kråksundsgap nedre.
Båda fyrarna ersattes 1911 av gasdrivna AGA-fyr med solventiler och klippapparat. Samtidigt flyttades det kombinerade fyr- och bostadshuset till fyrplatsen Ven västra, där det blev fyrmästarbostad. Dessa båda fyrar släcktes 1941 och ersattes av dagens två Kråkesundsgapsfyrar.
Den gamla enslinjen från tiden före fyrarna finns samtidigt kvar, och är fortfarande inprickad på sjökortet. En vitmålad betongtavla från 1941 på Högholmen ska synas under det vita fundamentet till den sista fyren på Sollid. Ännu längre österut finns i enslinjen en 180x240 centimeters svartmålad brädtavla på Stora Glippan. Den sattes upp av Morlanda hembygdsförening 2005, och ersatte då en tavla som Marinen satt upp i början av 1900-talet.

## Fyren Kråksundsgap södra
Fyren uppfördes 1941 med ett 13 meter högt fyrtorn, som är vitt och cylinderformat med en konformad svartmålad sockel. Lyshöjden är sex meter. Den gamla fyrhuven ersattes omkring 2010 av en ny, varvid den gamla återuppsattes i Dalskogsrondellen i Lysekil.
Fyren var från början acetylendriven, men har idag elektriskt ljus drivet av solceller och batteri.

## Fyren Kråksundsgap norra
Fyren uppfördes 1956. Den består an en fyrlykta monterad på en vitmålad förrådskur. Lyshöjden är 4,5 meter. Den var från början acetylendriven, men har idag elektriskt ljus genererat av solceller och batteri.